# ملتحمة العيون
ملتحمة العيون (الاسم العلمي:†Symphysops) هي جنس منقرض من ثلاثيات الفصوص يتبع فصيلة حلقيات الردف من رتبة الغامضات.